# Kangasniemi
Kangasniemi är en kommun i landskapet Södra Savolax i Finland. Kangasniemi har 5 230 invånare (2021), på en yta av 1 326,75 km². Grannkommuner är Hankasalmi, Hirvensalmi, Joutsa, S:t Michel, Pieksämäki och Toivakka.
Kangasniemi är enspråkigt finskt.

## Administrativ historik
1 januari 1994 tillfördes ett område med 2 invånare från Haukivuori kommun och ett område med 1 invånare från Pieksämäki landskommun.

## Politik

### Mandatfördelning i Kangasniemi kommun, valen 1976–2021
|  | 6 | 14 |  | 2 | 3 |

| 6 |  | 15 |  |  | 3 |

| 6 |  | 12 | 2 | 6 |

| 5 | 3 |  | 12 |  | 2 | 3 |

| 6 | 3 |  | 13 |  |  | 2 |

| 5 | 2 |  | 15 |  |  | 2 |

| 5 | 2 |  | 16 |  | 2 |

| 5 |  |  |  | 15 | 2 | 2 |

| 16 | 11 |

| 6 | 4 | 15 | 2 |

| 13 | 14 |

| 6 |  | 6 | 12 | 2 |

| 16 | 11 |

| 7 | 3 | 2 | 12 |  | 2 |

| 17 | 10 |

| 7 | 2 | 3 | 12 |  | 2 |

| 15 | 12 |

### Vänorter
Kangasniemi har åtminstone följande vänort:
- Bad Schwartau, Tyskland, sedan 1989

## Demografi

### Befolkningsutveckling
| Befolkningsutvecklingen i Kangasniemi kommun 1975–2020                                                       | Befolkningsutvecklingen i Kangasniemi kommun 1975–2020 | Befolkningsutvecklingen i Kangasniemi kommun 1975–2020 | Befolkningsutvecklingen i Kangasniemi kommun 1975–2020 | Befolkningsutvecklingen i Kangasniemi kommun 1975–2020 |
| --- | ------------------------------------------------------ | ------------------------------------------------------ | ------------------------------------------------------ | ------------------------------------------------------ |
| |                                                        |                                                        |                                                        |                                                        |
| År |                                                        |                                                        | Folkmängd                                              |                                                        |
| 1975 | 1975                                                   |                                                        | 7 939                                                  |                                                        |
| 1980 | 1980                                                   |                                                        | 7 551                                                  |                                                        |
| 1985 | 1985                                                   |                                                        | 7 413                                                  |                                                        |
| 1990 | 1990                                                   |                                                        | 7 266                                                  |                                                        |
| 1995 | 1995                                                   |                                                        | 7 081                                                  |                                                        |
| 2000 | 2000                                                   |                                                        | 6 679                                                  |                                                        |
| 2005 | 2005                                                   |                                                        | 6 251                                                  |                                                        |
| 2010 | 2010                                                   |                                                        | 5 964                                                  |                                                        |
| 2015 | 2015                                                   |                                                        | 5 628                                                  |                                                        |
| 2020 | 2020                                                   |                                                        | 5 312                                                  |                                                        |
| Anm: Uppgifterna avser förhållandena den 31 december nämnda år enligt områdesindelningen den 1 januari 2022. |                                                        |                                                        |                                                        |                                                        |

### Språk
Befolkningen efter språk (modersmål) den 31 december 2022. Finska, svenska och samiska räknas som inhemska språk då de har officiell status i landet. Resten av språken räknas som främmande. För språk med färre än 10 talare är siffran dold av Statistikcentralen på grund av sekretesskäl.
| Språk                        | Talare 2022-12-31 | Talare 2022-12-31 |
| Språk                        | Antal             | Andel (%)         |
| ---------------------------- | ----------------- | ----------------- |
| Hela befolkningen            | 5 154             | 100,0             |
| Inhemska språk totalt        | 5 060             | 98,2              |
| Finska                       | 5 050             | 98,0              |
| Svenska                      | 10                | 0,2               |
| Främmande språk totalt       | 94                | 1,8               |
| Ryska                        | 40                | 0,8               |
| Språk med färre än 10 talare | 54                | 1,0               |

|  | Finska (98,0 %) |

|  | Svenska (0,2 %) |

|  | Främmande språk (1,8 %) |

|  | Finska (98,0 %) |

|  | Svenska (0,2 %) |

|  | Främmande språk (1,8 %) |

## Kända personer från Kangasniemi
- Reinhold von Becker, finländsk språkforskare och tidningsman
- Hiski Salomaa, amerikafinländsk sångare och sångtextförfattare
- Otto Manninen, finländsk författare och översättare
- Emilie Björkstén, finländsk poet
- Hilding Ekelund, finländsk arkitekt
- Virpi Sarasvuo, finländsk längdskidåkare
- Nils Stolpe, finländsk militär
- Ragnar Ekelund, finländsk konstnär och poet
- Erkki Kohvakka, finländsk orienterare